# Pan-To Barton Lui
Pan-To Barton Lui (* 8. April 1993) ist ein ehemaliger chinesischer Shorttracker aus Hongkong.

## Werdegang
Lui nahm im Oktober 2008 in Vancouver erstmals am Shorttrack-Weltcup teil, wobei er den 38. Platz über 500 m und den 34. Platz über 1000 m errang. In der Saison 2009/10 belegte er bei den Juniorenweltmeisterschaften 2010 in Taipeh den 41. Platz im Mehrkampf und bei den Weltmeisterschaften 2010 in Sofia den 47. Rang im Mehrkampf. In den folgenden Jahren kam er bei den Juniorenweltmeisterschaften 2011 in Courmayeur auf den 28. Platz im Mehrkampf, bei den Weltmeisterschaften 2011 in Sheffield auf den 41. Platz im Mehrkampf, bei den Juniorenweltmeisterschaften 2012 in Melbourne auf den 14. Rang im Mehrkampf und bei den Weltmeisterschaften 2012 in Shanghai auf den 27. Platz im Mehrkampf. Zudem erreichte er im Dezember 2011 in Shanghai mit dem 14. Platz über 1000 m seine beste Platzierung im Weltcupeinzel. Nachdem er in der Saison 2012/13 bei den Weltmeisterschaften 2013 in Budapest den 39. Platz im Mehrkampf erringen konnte, belegte er in der Saison 2013/14 bei den Olympischen Winterspielen 2014 in Sotschi den 30. Platz über 1500 m und bei den Weltmeisterschaften 2014 in Montreal den 27. Rang im Mehrkampf. Zudem absolvierte er im November 2013 in Kolomna seinen letzten Weltcup, welchen er auf dem 46. Platz über 1000 m beendete.

## Erfolge

### Olympische Spiele
- 2014 Sotschi: 30. Platz 1500 m

### Shorttrack-Weltmeisterschaften
- 2010 Sofia: 43. Platz 1500 m, 47. Platz Mehrkampf, 48. Platz 500 m, 49. Platz 1000 m
- 2011 Sheffield: 36. Platz 1500 m, 36. Platz 500 m, 38. Platz 1000 m, 41. Platz Mehrkampf
- 2012 Shanghai: 27. Platz Mehrkampf, 28. Platz 1500 m, 30. Platz 1000 m, 33. Platz 500 m
- 2013 Budapest: 21. Platz 1000 m, 39. Platz Mehrkampf, 40. Platz 500 m
- 2014 Montreal: 23. Platz 500 m, 26. Platz 1500 m, 27. Platz Mehrkampf, 35. Platz 1000 m

## Persönliche Bestleistungen
| Disziplin | Zeit         | Datum              | Ort      |
| --------- | ------------ | ------------------ | -------- |
| 500 m     | 41,587 s     | 15. März 2014      | Montreal |
| 1000 m    | 1:28,268 min | 27. September 2013 | Shanghai |
| 1500 m    | 2:16,560 min | 14. März 2014      | Montreal |